# Deep Rock Galactic
Deep Rock Galactic — компьютерная игра в жанре кооперативного шутера от первого лица, разработанная датской студией Ghost Ship Games и изданная компанией Coffee Stain Publishing для Microsoft Windows и Xbox One в 2020 году, для PlayStation 4 и PlayStation 5 в январе 2022 года и для Xbox Series X/S в сентябре 2022 года. Игра первоначально была выпущена в ранний доступ Steam в 2018 году.

## Геймплей
Deep Rock Galactic представляет собой кооперативный шутер от первого лица, рассчитанный на группу до четырёх игроков — они совместно исследуют процедурно генерируемые системы пещер.
Игроки берут на себя роль четырёх «космических дворфов-шахтёров», работающих на алчную и коррумпированную компанию под названием Deep Rock Galactic. Действие игры происходит в пещерах под поверхностью опасной планеты Хокссес-4 (англ. Hoxxes IV), богатой минералами, но населённой враждебной фауной. Миссии проходят в разных биомах — от соляных шахт до радиоактивных туннелей. Дворфам противостоят многочисленные монстры, напоминающие гигантских насекомых — в игре они называются просто «жуками» или по семействам — ползучие жуки «глифиды» (англ. Glyphid), летающие «мактеры» (англ. Mactera) и десятков других видов.
В ходе игры шахтёры выполняют различные миссии — добыча определённых минералов, кража инопланетных яиц, уничтожение особо опасных врагов или возвращение потерянного оборудования. Обычно это основная цель, необходимая для выполнения миссии. Миссии могут содержать и второстепенную задачу, обычно сбор других материалов или дополнительных предметов, разбросанных по пещерам — за выполнение таких задач игроки получают дополнительные деньги — «кредиты» — сверх награды за выполнение основной задачи. Полученные кредиты используются для улучшения оружия игрока и навыков персонажа; кроме этого, за каждую миссию персонаж получает очки опыта и растёт в уровнях. На космической станции, где персонажи находятся в промежутках между миссиями, игрок может разблокировать изначально закрытые для него навыки и предметы снаряжения; здесь также есть несколько мини-игр и занятий, как варка пива с разнообразными эффектами, танцплощадка с музыкальным автоматом, игра, в которой дворфы пытаются пинком отшвырнуть бочку так, чтобы она попала в мишень, или аналог футбола с двумя воротами и мячом.
В игре есть четыре класса персонажей на выбор — у каждого есть уникальное снаряжение, недоступное другим классам, свои сильные стороны и слабости; от игроков ожидается, что они будут работать совместно, сочетая навыки и снаряжение разных героев. Так, тяжело вооружённый Стрелок может с помощью тросомёта связать две точки, расположенные на разных высотах, и обеспечить быстрое передвижение между ними; Инженер может устанавливать автоматические турели и размещать на стенах пещер платформы, по которым дворфы могут ходить — это позволяет преодолевать большие подземные пустоты. Разведчик может быстро передвигаться и забираться на стены с помощью пистолета с крюком, а Бурильщик — проделывать туннели в стенах и обороняться в ближнем бою с помощью огнемёта. Все персонажи являются прежде всего шахтёрами, и все они занимаются добычей минералов. Хотя игра предполагает прохождение группой из четырёх игроков, в неё можно играть и в одиночку — в этом случае игроку помогает управляемый компьютером робот Боско, которому игрок может отдавать различные команды.

### Режимы игры
В Deep Rock Galactic более 8 игровых режимов или «миссий»:
- Шахтёрская экспедиция: перед игроками стоит задача добыть определённое количество моркита.
- Охота за яйцами: игрокам предстоит найти в пещере гнёзда с инопланетными яйцами, которые необходимо загрузить в М.У.Л.а, в то же время извлечение яиц может спровоцировать на появление волны жуков.
- Переработка на месте: нужно найти скважины жидкого моркита, вызвать насосы, соединить их трубами с центральным моркитоперерабатывающим заводом (МПЗ) и выкачивать до тех пор, пока ёмкость не заполнится, в то же время отбиваясь от волн жуков. Во время выкачивания на трубопроводах появляются пробоины, которые требуется починить для продолжения работы МПЗ.
- Спасательная операция: игроки должны отремонтировать мини-М.У.Л.ов и заброшенную десантную капсулу, оставленную предыдущей экспедицией.
- Вывоз материалов: в пещеру сбрасывается большая платформа, куда игроки должны отнести ярко-синие драгоценные камни (акварки), что встречаются в породе и сияют в темноте.
- Сопровождение: игрокам предстоит защищать бурдозер и сопровождать её на пути к Омморону в конце пещеры. Во время сопровождения в бурдозере будет заканчиваться топливо, для пополнения которого необходимо будет извлечь топливные канистры и добыть ими горючий сланец. По прибытии к Омморону нужно защищать бурдозер от большой волны жуков, пока он извлекает сердцевину Омморона.
- Ликвидация: игроки должны найти и уничтожать больших глифид-дредноутов, которые являются боссами на уровне.
- Промышленный саботаж: был добавлен в 35 обновлении. В этой миссии игроки отключают силовое поле большого робота-хранителя, известного как Смотритель, путём взлома вспомогательных генераторов. Это вызывает многоэтапную битву с боссом. После его поражения из него извлекается накопитель данных.
- Глубокое сканирование: был добавлен в 39 обновлении. Игроки должны найти 3 резонирующих кристалла, после чего спуститься глубже на буре и добыть «Моркитовые семена».

Каждый из режимов или типов миссий можно выполнять на пяти различных уровнях сложности (уровнях опасности). Каждый уровень увеличивает количество жуков, их здоровье и урон. Миссии также могут иметь один из трёх модификаторов длительности и сложности пещеры. Это потребует более длительных затрат времени, а пещера будет сгенерирована больше и сложнее. Есть также случайные модификаторы, как вспомогательные, так и опасные, которых в миссии может быть до двух. Эти модификаторы разбиты на две категории: аномалии и предупреждения, причём аномалии обычно имеют хорошие или нейтральные эффекты, а предупреждения имеют отрицательные эффекты, но предлагают больше опыта для компенсации.
В дополнение к стандартным миссиям есть два специальных типа миссий, называемые «Глубокие погружения» и «Элитные глубокие погружения». В них игрокам предстоит выполнить сразу три случайные миссии, причём биом, типы миссий (и даже генерация пещер), аномалии и предупреждения одинаковы для всех и меняются раз в неделю. Этот тип специальных миссий выполняется последовательно и с возрастающим уровнем опасности. Ресурсы сохраняются между миссиями. Игроки получают специальные предметы, называемые матричными ядрами, которые используются для разблокировки разгонных модулей оружия и косметических предметов. За каждый пройденный этап можно получить одно матричное ядро. В общей сложности можно получить шесть ядер при полном завершении «Глубокого погружения» и «Элитного глубокого погружения».

## Разработка
Копенгагенская студия Ghost Ship Games была создана группой из шести друзей — пятеро из них ранее работали в индустрии компьютерных игр; когда они примерно в одно и то же время остались без работы, у них возникла мысль о создании собственной студии. Deep Rock Galactic стала дебютным проектом студии — по словам руководителя Ghost Ship Games Сёрена Лундгора, студия сформировалась именно вокруг идеи этой игры. Концепция игры отвечала планам основателей об открытой разработке и скором выходе в ранний доступ, а концепцию кооперативной игры с космическими дворфами-шахтёрами было легко продвигать перед издателями, инвесторами и игроками. В качестве движка был выбран Unreal Engine 4. По словам арт-директора студии Роберта Фриса, важными источниками вдохновения для разработчиков была вселенная Warhammer 40,000, фильмы «Чужие» и «Бездна». Характерный малополигональный стиль графики игры возник благодаря техническим ограничениям в системе, которую разработчики использовали для процедурной генерации пещер — она не могла создавать гладко изогнутые поверхности. Разработчики экспериментировали и с более совершенными моделями с использованием карт нормалей, но, учитывая малый размер команды и большое количество контента в игре, решили остановиться на стилизованном варианте — с ним было проще работать. Игра находилась в состоянии закрытой альфа-версии с декабря 2016 года и была выпущена в ранний доступ 28 февраля 2018 года. Полная версия игры была выпущена 13 мая 2020 года.

## Отзывы и продажи
| Сводный рейтинг       | Сводный рейтинг |
| Агрегатор             | Оценка          |
| --------------------- | --------------- |
| OpenCritic            | 85 %            |
| Иноязычные издания    |                 |
| Издание               | Оценка          |
| Game Informer         | 8,5/10          |
| IGN                   | 9/10            |
| PC Gamer (US)         | 79/100          |
| Русскоязычные издания |                 |
| Издание               | Оценка          |
| 3DNews                | 9,0             |
| «Игромания»           | 8,0             |

Версия Deep Rock Galactic в раннем доступе была хорошо принята критиками, которые высоко оценили атмосферу игры и сложные уровни. По данным агрегатора обзоров Metacritic, после выхода из раннего доступа полная версия Deep Rock Galactic получила «в целом положительные отзывы».
В Polygon отметили, что иногда Deep Rock напоминает лучшие моменты Left 4 Dead. В других случаях игра похожа на исследование пещер в Minecraft и элементы жанра dungeon crawler из Ark: Survival Evolved. В Rockpapershotgun отмели визуальное сходство с стилем вокселей из Minecraft, кооператива для четверых игроков из Left 4 Dead, а также сигнальных ракет из Aliens vs Predator. Ряд критиков хвалил командный опыт и процедурно генерируемые локации. Разработчики заявляли, что мрачные пещеры с вертикальной структурой были вдохновлены фильмом «Спуск».
Ник Рубен из Rock, Paper, Shotgun отметил, что классы удачно сочетаются друг с другом и «каждый класс одновременно жизнеспособен и приятно играется». Мэтт Миллер из Game Informer похвалил уникальные второстепенные задачи, что придают игре динамику риска/награды. Мэтт сказал: «в игре хорошо реализована суть дворфийского фэнтези, которая удачно перенесена из творчества Толкина». Фил Иванюк в статье для PC Gamer похвалил динамичные битвы на фазе эксфильтрации и улучшения, которые позволяют игроку настроить своего дворфа, но был озадачен обилием механик, которые нужно самому долго изучать, чтобы понять как они работают. Фил посчитал интерфейс компьютеров похожим на фильм «Чужой» Ридли Скотта. Леана Хафер из IGN хвалила особые способности каждого класса и низкополигональный визуальный стиль, а также отметила стилистическое сходство с Warhammer: End Times — Vermintide. Леана отметила, что: «жесткое, клаустрофобное звуковое сопровождение усиливает атмосферу подземелья, когда отдаленное стрекотание невидимых жуков эхом разносится по тесной пещере. Озвучка иногда бывает до боли дрянной: связист получает приз за худший фальшивый шотландский акцент, который я слышала со времен Мела Гибсона».
В январе 2021 года студия Ghost Ship Games сообщила через свой блог, что продажи Deep Rock Galactic превысили 2 миллиона копий, к ноябрю 2021 года — 3 миллиона, к июню 2022 года — 4 миллиона копий, к январю 2023 года — 5,5 миллиона копий, и 8 миллионов копий к январю 2024 года.
В российском издании «3DNews» отметили, что игра полна тонкостей, нюансов и уникальных особенностей, выводящих её за давно приевшиеся жанровые рамки. В журнале «Игромании» отметили приятную стрельбу, непредсказуемость жуков, командную работу и красивые локации, а также заметили сходство с фильмом «Звездный десант».

### Награды
| Премия             | Дата           | Категория                         | Результат | Источник      |
| ------------------ | -------------- | --------------------------------- | --------- | ------------- |
| South by Southwest | 20 марта, 2021 | Инди-игра года                    | Победа    | [ 25 ] [ 26 ] |
| South by Southwest | 20 марта, 2021 | Лучшая многопользовательская игра | Победа    | [ 25 ] [ 26 ] |
| Steam Awards       | 3 января, 2023 | Премия «Любимое дитя»             | Номинация | [ 27 ]        |
| Steam Awards       | 2 января, 2024 | Премия «Любимое дитя»             | Номинация | [ 28 ] [ 29 ] |

## Продолжение
Проект Deep Rock Galactic: The Board Game был успешно профинансирован в начале 2022 года на Kickstarter.
В марте 2023 года было объявлено о выпуске Deep Rock Galactic: Survivor. В отличие от оригинала, игра представляет собой шутер с видом сверху, вдохновленный Vampire Survivors. Игра была выпущена в раннем доступе в 2023 году.